# Paulo Fonteles
Paulo César Fonteles de Lima (Belém, 11 de fevereiro de 1949 — Ananindeua, Pará, 11 de junho de 1987) foi um advogado, político e sindicalista brasileiro, conhecido por seu ativismo junto aos camponeses no estado do Pará.
Alcunhado de "advogado-do-mato", foi ligado a grupos políticos comunistas clandestinos.
Paulo Fonteles tinha 38 anos quando foi assassinado e era filiado ao Partido Comunista do Brasil (PC do B)

## Biografia
Formado em direito pela Universidade Federal do Pará, tornou-se advogado do Sindicato dos Trabalhadores Rurais do Sudeste do Pará e da Comissão Pastoral da Terra durante a ditadura militar brasileira.
Foi também deputado estadual, pelo MDB, sendo eleito com 13.039 votos nas eleições de 1982, oriundos da capital e do interior do Pará. Seu mandato tinha como principal pauta os problemas históricos da concentração de terra, o combate a formação de latifúndios e a reforma agrária para resolução dos conflitos pela posse da terra na região de Marabá, no sudeste do Pará. Sempre esteve nas listas de "marcados para morrer", no Pará, tendo seu assassinato efetivado por pistoleiros suspeitos de serem enviados pela União Democrática Ruralista (UDR).
Chegou a concorrer em 1986 conseguiu 10.627 votos, mas não foi eleito, como deputado Federal constituinte para a Assembleia Nacional Constituinte. No ano seguinte, em 1987, foi assassinado.

## Vida Partidária
Em 1978 Paulo Fonteles é eleito o primeiro presidente da SPDDH e nesse ambiente, e se coloca à disposição da Comissão Pastoral da Terra (CPT) para advogar para os camponeses do Sul do Pará. Frei Ivo me disse quando o conheci, há alguns anos em Belém, que na época a CPT havia convidado vários advogados para a tarefa e apenas o advogado comunista havia topado o desafio, contando com a ajuda, sempre generosa do amigo, também advogado Egidio Salles Filho no sentido de resolver intrincados processos onde tudo conspirava contra o interesse camponês e a favor da grilagem e ocupação capitalista na Amazônia paraense.

## O  "Advogado-do-Mato"
Enfrentando de frente o poder dos coronéis e das oligarquias instaladas na região sul do Pará – como a Volkswagen, a Manah, o Bradesco e a Nixdorf, e as poderosas famílias como Severo Gomes e Os Mutrans poderosos exportadores de castanha do Pará daquela região  – Paulo Fonteles logo é reconhecido pelos homens e mulheres simples do campo e por eles é carinhosamente chamado de ‘advogado-do-mato’. E nesse momento que seu nome começa a figurar nas tenebrosas listas de marcados para morrer.
Sua atuação, como advogado da oposição sindical nas contendas contra o pelego Bertoldo Siqueira, na luta para retomar para as mãos dos lavradores o Sindicato dos Trabalhadores Rurais de Conceição do Araguaia vai destilar o ódio em famigerados, como o Major Curió e o Ministro Jarbas Passarinho. Muitos dos instrumentos e quadros da repressão atuaram para derrotar a oposição e até a Rádio Nacional de Brasília fazia campanha para os caudatários do militarismo.

## O Assassinato
Em 11 de junho de 1987, o advogado e ex-deputado estadual Paulo Fonteles sofreu uma emboscada e foi morto durante o dia. Ele estava a caminho de Capanema para uma reunião com trabalhadores rurais. Foi assassinado com três tiros na cabeça num posto de combustíveis na rodovia BR-316, no município de Ananindeua, Região Metropolitana de Belém. A área que Paulo foi assassinado é bastante movimentada, havendo muitas testemunhas no local. O crime gerou comoção e cobrança por investigações para elucidar quais foram os executores e quais foram os mandantes do crime.
A maioria dos jornais paraenses, inclusive o maior deles, O Liberal, em pleno período democrático pós-ditadura negaram-se a publicar matérias sobre o assassinato do deputado, temendo represálias políticas e também econômicas, visto que dois dos arrolados como testemunhas, Francisco Joaquim Fonseca, do Grupo Jonasa, e Jair Bernardino de Souza, proprietário da empresa Belauto, eram anunciantes do jornal. O fato é relatado pelo jornalista Lúcio Flávio Pinto, que na oportunidade havia sido o repórter destacado para cobrir o caso, e não teve sua matéria publicada pelo jornal O Liberal. Em virtude disso, sentiu-se instigado a publicar a matéria mesmo assim, dando origem ao seu famoso periódico alternativo Jornal Pessoal.
Até hoje os mandantes do assassinato de Paulo Fonteles não foram levados a julgamento e, como centenas de casos da pistolagem perpetradas pelo latifúndio seu crime permanece impune o que revela o caráter do judiciário paraense e brasileiro.
Foi homenageado com seu nome sendo dado à Rodovia Estadual Paulo Fonteles, a PA-150.
Seu filho, Paulinho Fonteles (1972-2017), foi vereador em Belém e membro da Comissão da Verdade do Pará.